# Дэвис, Кэсси
Кэсси Дэвис (англ. Cassi Davis, род. 11 июля 1964) — американская актриса.
Дэвис родилась в Холли-Спрингс, штат Миссисипи, и обучалась в колледже Атланты, однако была вынуждена его покинуть из-за нехватки финансов. Двадцать пять лет спустя, в 2009 году, она наконец его окончила. В конце 1980-х она начала выступать на театральной сцене, а затем дебютировала на экране с небольшой роли в фильме Спайка Ли «Школьные годы чудесные» (1987).
В 1991 году Дэвис переехала в Лос-Анджелес, где начала появляться в телевизионных ситкомах. В 2002 году она познакомилась с Тайлером Перри в ходе работы над одной локальной пьесой. Это привело Дэвис к главной роли в его ситкоме «Дом семейства Пэйн», который транслировался с 2006 по 2012 год на TBS. Дэвис за свою роль Эллы Пэйн выиграла две NAACP Image Award как лучшая актриса комедийного сериала. Помимо этого она появилась в фильмах Перри «Воссоединение семьи Мэдеи» (2006), «Папина дочка» (2007), «Большая счастливая семья Мэдеи» (2011) и «Хэллоуин Мэдеи» (2016).